# G.Skill
G.Skill International Enterprise Co., Ltd. es una empresa de Taiwán de fabricación de componentes para computadoras. Los clientes objetivos de la empresa son los usuarios con computadoras orientadas a subir las frecuencias de procesador y memoria para exprimir todo su potencial. Produce una variedad de productos para el sector de los PC de gama alta y es sobre todo conocida por sus módulos de RAM.

## Historia
Con sede en Taiwán, G.Skill Corporation fue fundada en 1989 por un grupo de entusiastas de las computadoras. En 2003, la compañía debutó como un fabricante de memorias para computadoras. La compañía opera actualmente a través de varios distribuidores y revendedores en América del Norte, Europa, Asia y Oriente Medio.

## Productos

### Memorias
G.Skill es conocido por su gama de memorias RAM  DDR, DDR2 DDR3 y DDR4 para computadoras disponibles en paquetes de canal simple, canal doble, canal triple y canal cuádruple para escritorios, estaciones de trabajo, HTPC, así como netbooks y portátiles.
G.Skill demostró ser el único fabricante DDR4 que no es vulnerable al Rowhammer.
G.Skill no fabrica las matrices de memoria, compra las matrices de memoria y las monta en un módulo de memoria DIMM listo para la venta a los clientes.

### Unidad de estado sólido
El 22 de octubre de 2014 G.Skill lanzó su primer SSD de la Serie Extreme Performance Phoenix Blade de 480 GB utilizando NAND MLC con velocidades de lectura y escritura máxima de hasta 2.000 MB por segundo y 245K IOPS.
El 12 de mayo de 2008, G.Skill anunció sus primeras unidades de estado sólido (SSD) SATA II con 32 GB y 64 GB de capacidad.
La compañía también produce tarjetas flash Secure Digital (SD) y MultiMediaCard (MMC) además de unidades flash USB 2.0 y 3.0.

### Periféricos

#### Teclado de juego mecánico
El 14 de septiembre de 2015, G.Skill anuncia los nuevos teclados mecánicos de juegos KM780 RGB y KM780 MX de la serie RIPJAWS con auténticos interruptores  Cherry key.

#### Ratón de juegos láser
El 24 de septiembre de 2015 G.Skill lanza el nuevo ratón de juego láser RGB MX780 personalizable de la serie RIPJAWS.